# Andreas Brunner (Historiker, 1962)

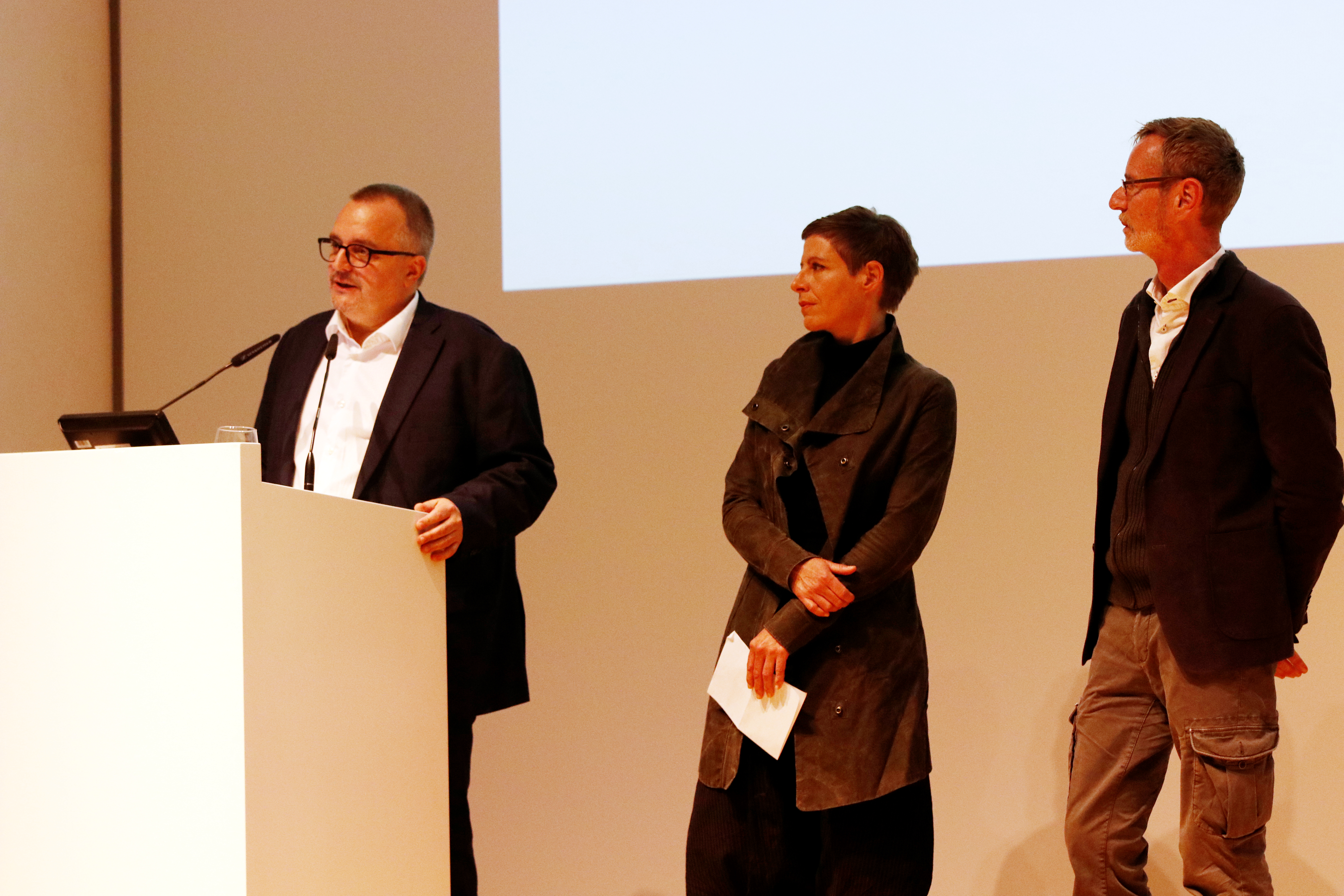
Andreas Brunner (links) mit Barbara Staudinger und Hannes Sulzenbacher bei der Eröffnung einer Ausstellung im Münchner NS-Dokumentationszentrum, 2019

Andreas Brunner (* 5. September 1962 in Amstetten) ist ein österreichischer Historiker, Ausstellungskurator, Wiener Stadtführer und Leiter des Forschungszentrums QWIEN.

## Werdegang und Aktivitäten
Brunner maturierte 1981 am BORG St. Pölten und studierte anschließend bis 1995 Theaterwissenschaft und Germanistik an der Universität Wien.
Von 1985 bis 1991 wirkte er als Möbelrestaurator, Kellner, Filmproduzent, Koch und Buchhändler. Ab 1989 arbeitete er in der Rosa Lila Villa mit und war bis 1992 einer der maßgeblichen Mitarbeiter der Zeitschrift tamtam. Die Zeitung aus dem Lesben- und Schwulenhaus. 1991/92 legte er seinen Zivildienst im Dokumentationsarchiv des Österreichischen Widerstandes (DÖW) ab. 1995 beendete er sein Studium mit dem Magisterium.
Brunner war 1993 sowohl Mitbegründer der Buchhandlung Löwenherz, der ersten Themenbuchhandlung im LesBiSchwulen-Segment, als auch 1996 der Regenbogenparade. Im darauf folgenden Jahr wurde er Mitarbeiter in der Literarischen Agentur Diana Voigt, die er 2003 übernahm und bis 2010 fortführte.
Gemeinsam mit Hannes Sulzenbacher und Ines Rieder war er 2005 Kurator der Ausstellung Geheimsache:Leben. Schwule und Lesben im Wien des 20. Jahrhunderts. 2005 bis 2007 absolvierte er die Ausbildung zum staatlich geprüften Fremdenführer (Austria Guide). 2007 gründete er gemeinsam mit Hannes Sulzenbacher QWIEN – Zentrum für schwul/lesbische Kultur und Geschichte.
Zur 800-Jahr-Feier des Wiener Stadtbezirks Wieden hatte er von 2010 bis 2011 die Projektleitung von Wieden 800 inne. Im Wintersemester 2011/12 war er als Universitäts-Lektor am Institut für Wirtschafts- und Sozialgeschichte der Universität Wien tätig.

## Ehrungen
- 2016 Silbernes Verdienstzeichen des Landes Wien[4]

## Aktuelle Forschungsprojekte
- namentliche Erfassung der homosexuellen und transgender Opfer des Nationalsozialismus in Wien
- das partizipative Webprojekt www.unseraids.at[5]
- Redaktionsmitglied von Invertito – Jahrbuch für die Geschichte der Homosexualitäten

## Veröffentlichungen
- (Hg. mit Hannes Sulzenbacher): Schwules Wien. Reiseführer durch die Donaumetropole. Wien: Promedia 1998.
- (Hg. mit Hannes Sulzenbacher): Männer mag Mann eben. Das schwule Lesebuch Österreich. Wien: Löcker 2001.
- (Hg. mit Ines Rieder, Nadja Schefzig, Hannes Sulzenbacher, Niko Wahl): Geheimsache Leben. Schwule und Lesben im Wien des 20. Jahrhunderts. Wien 2005 (=Katalog zur Ausstellung “Geheimsache Leben” in der Neustifthalle Wien 2005/2006)
- Die höllische Sexualmoral der “Fackel”. In: Wolfgang Förster, Tobias G. Natter, Ines Rieder (Hg.): Der andere Blick. Wien 2001, S. 127–132 (Überarbeitete Fassung erschienen in Capri, Nr. 38/2006)
- Büchersammler und Pornograf. Zur Sammlung von Felix Batsy in den Beständen der Wienbibliothek. In: Julia Danielczyk, Sylvia Mattl-Wurm, Christian Mertens (Hg.): Das Gedächtnis der Stadt. 150 Jahre Wienbibliothek im Rathaus. Wien/München 2006, S. 156–170.
- Die Wittelsbacher. Könige und Kaiser aus Bayern, Parthas Verlag, Berlin 2011.